# Argàievo
Argàievo (en rus: Аргаево) és un poble de la República de Marí El, a Rússia, que en el cens del 2010 tenia 58 habitants. Pertany al districte rural de Kozmodemiansk.